# Petreto-Bicchisano
Petreto-Bicchisano település Franciaországban, Corse-du-Sud megyében. Lakosainak száma 570 fő (2022. január 1.). Petreto-Bicchisano Casalabriva, Fozzano, Guargualé, Moca-Croce, Olmeto, Pila-Canale, Urbalacone és Zigliara községekkel határos.

## Népesség
A település népességének változása:
| Lakosok száma | 747  | 643  | 585  | 566  | 557  | 561  | 564  | 563  | 564  | 570  |
|               | 1968 | 1982 | 1990 | 2006 | 2013 | 2015 | 2017 | 2019 | 2020 | 2022 |